# Sala-y-Gómez-sziget
A Sala-y-Gómez-sziget egy Chiléhez tartozó vulkanikus eredetű kis lakatlan sziget a Csendes-óceánon, mintegy 400 kilométerre kelet-északkeletre a Húsvét-szigettől.

## Neve
A Húsvét-sziget őslakói saját nyelvükön Motu Motiro Hiva vagy Manu Motu Motiro Hiva néven nevezték, aminek a jelentése körülbelül „Madarak szigete a Hiva felé vezető úton”. Hiva több polinéziai sziget neve, különösen a  Marquises-szigeteken. A húsvét-szigeti rapanui nyelven azonban ez a szó általában távoli földet is jelent, különösen a polinéz őshazát. A Sala-y-Gómez-sziget azonban az ellenkező, keleti irányban fekszik, és a „mögötte” fekvő legközelebbi szárazföld már a dél-amerikai kontinens. Ez is az egyike volt azoknak a tényezőknek, amik Thor Heyerdahlt a húsvét-szigetiek dél-amerikai származásának – azóta széles körben elvetett – elméletéhez vezette.
A sziget jelenlegi elnevezése két spanyol tengerész, José Salas Valdés és José Manuel Gómez nevéből származik, akik először írták le azt. Helyesen tulajdonképpen Isla Salas y Gómez lenne, de a legtöbb nyelvben, így magyarul is, a Sala-y-Gómez név állandósult.

## Földrajz, élővilág
A sziget a Húsvét-szigettől mintegy 400 kilométerre északkeletre terül el. A róla elnevezett Sala-y-Gómez óceáni hátságból emelkedik ki a tenger színe fölé, legmagasabb pontján 30 méterrel. Tulajdonképpen két zátonyból áll, amelyeket egy keskeny földhíd köt össze. Összterülete 0,15 km².
A felszínét folyamatosan sós vízpermet éri, ezért mindössze négy szárazföldi növény, köztük az Asplenium képes rajta megélni. Édesvíz nincs rajta, az esővíz a felszínén időnként kis mélyedésekben összegyűlik.
A zátony a tengeri madarak fontos fészkelő helye, nászidőszakban sok ezer vízimadár, köztük a Puffinus nativitatis, Fregata minor, álarcos szula (Sula dactylatra), füstös csér (Sterna fuscatus), barna noddi (Anous stolidus), Nesofregetta fuliginosa, vörösfarkú trópusimadár (Phaëthon rubricauda), tündércsér (Gygis alba), piroslábú szula (Sula sula) és a Procelsterna albivitta telepszik meg itt.

## Története
A Húsvét-sziget őslakóinak hagyományai szerint őseik korábban rendszeresen felkeresték ezt a szigetet madártojásokat és csibéket gyűjteni élelmiszer-forrásként. A nagy távolság miatt ez rendkívül veszélyes vállalkozás lehetett. A Húsvét-sziget faállományának kipusztítása után a nagy kenuk építése és így a hajózás is ellehetetlenült.
Az első európai, aki meglátta a szigetet és erről feljegyzést is készített, José Salas Valdés, spanyol tengerész volt, 1793. augusztus 23-án. Később egy másik spanyol, José Manuel Gómez részletesebben is leírta azt.
1816-ban Adelbert von Chamisso német költő és természettudós a világ körüli útján felkereste a szigetet és verset is írt róla.
Chile 1888-ban jelentette be, hogy igényt tart rá, és a chilei haditengerészet hatáskörébe helyezte. 1966-ban közigazgatásilag a Húsvét-szigethez csatolták. 1974-ben az akkor létrehozott chilei Húsvét-sziget tartomány része lett.
1994-ben a chilei haditengerészet automatikus világítótornyot és cunami-érzékelő rendszert helyezett üzembe a szigeten.
2010-ben Chile a szigetet és a környező 150 000 km² vízfelületet tengeri védett területté nyilvánította Motu Motiro Hiva néven.